# Бенен
Бенен (њем. Bönen) општина је у њемачкој савезној држави Северна Рајна-Вестфалија. Једно је од 10 општинских средишта округа Уна. Према процјени из 2010. у општини је живјело 18.717 становника. Посједује регионалну шифру (AGS) 5978008, NUTS (DEA5C) и LOCODE (DE BNN) код.

## Географски и демографски подаци
Бенен се налази у савезној држави Северна Рајна-Вестфалија у округу Уна. Општина се налази на надморској висини од 72 метра. Површина општине износи 38,0 km². У самом мјесту је, према процјени из 2010. године, живјело 18.717 становника. Просјечна густина становништва износи 492 становника/km².

## Међународна сарадња
| Мјесто       | Држава    | Врста сарадње | Од    |
| ------------ | --------- | ------------- | ----- |
| Тшебиња      | Пољска    | контакт       | 2003. |
| Бији Монтињи | Француска | партнерство   | 1969. |
| Извор        |           |               |       |